# Дорсопатия
Дорсопатия (лат. dorsum «спина» + др.-греч. πάθος «болезнь») — группа заболеваний костно-мышечной системы и соединительной ткани, основным проявлением которых является боль не висцеральной этиологии, чаще в спине или шее, иногда с иррадиацией в туловище, голову или конечности.

## Описание
В действующей в России 10 редакции международной классификацией болезней (МКБ-10), к дорсопатиям относятся различные дегенеративно-дистрофические, воспалительные, посттравматические, наследственно обусловленные, а также другие биомеханические изменения позвоночного столба, сопровождающиеся болевым синдромом и нарушением его подвижности.

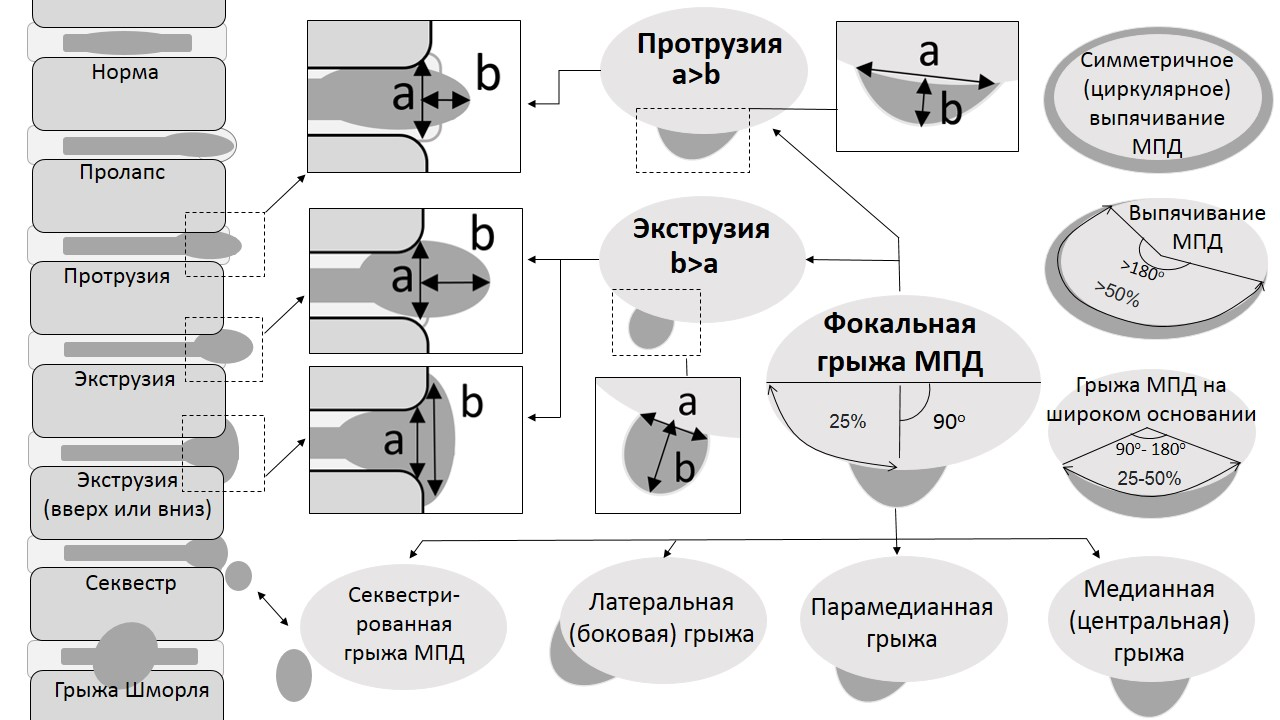
Классификация грыж МПД (схема)

Влияние патогенетических факторов при дорсопатиях носит комплексный характер, зависит от возрастных изменений и других индивидуальных особенностей развития человека. 
Дорсопатия — наиболее распространенный синдром среди заболеваний костно-мышечной системы во всем мире. Многоликость морфологических форм дорсопатий и их широкая распространенность среди населения определяют большую значимость этой патологии, как для системы здравоохранения, так и для пациентов сталкивающихся с этой проблемой. Дорсопатии являются одной из основных причин выдачи листка нетрудоспособности, значительно снижают качество жизни и работоспособность, оказывая тем самым значимый экономический эффект, оставаясь при этом ведущей причиной обращений к врачу после ОРЗ. По результатам эпидемиологических и социологических исследований, боль в спине, связанную с патологией позвоночника (хотя бы один раз в жизни) испытывает до 80 % взрослого населения , причем в разных возрастных группах. Дорсопатии составляют основную часть XIII класса болезней костно-мышечной системы и соединительной ткани (литера M, ICD-10). По данным Росстата среди причин инвалидности и стойкой утраты трудоспособности этот класс занимает третье место, после болезней системы кровообращения (XIII класс, литера I) и злокачественных новообразований (II класс, литера C).

## Классификация
Дорсопатии принято делить на три основных группы: деформирующие дорсопатии, спондилопатии и дорсалгии. 

### По МКБ-10
(M40-M43) Deforming dorsopathies — Деформирующие дорсопатии
- (M40) Kyphosis and lordosis 
  - (M40.0) Postural kyphosis / Кифоз — в общих случаях представляет собой искривление позвоночника в сагиттальной плоскости, направленное выпуклостью назад
  - (M40.3) lordosis / Лордоз — изгиб позвоночника в сагиттальной плоскости, обращенный выпуклостью вперёд
- (M41) Scoliosis / Сколиоз — трёхплоскостная деформация позвоночника у человека.
- (M42) Spinal osteochondrosis — семейство ортопедических заболеваний суставов
  - (M42.0) Juvenile osteochondrosis of spine — Остеохондроз позвоночника у подростков
  - Scheuermann's disease / Болезнь Шейермана-Мау — это наследственная дорсопатия, основным клиническим проявлением которой является патологическое искривление позвоночника по типу кифоза.
  - (M42.1) Adult osteochondrosis of spine — Остеохондроз позвоночника у взрослых
  - (M42.9) Spinal osteochondrosis, unspecified
- (M43) Other deforming dorsopathies
  - (M43.0) Spondylolysis / Спондилолиз — несращение дуги позвонка (чаще 5-го поясничного) в межсуставной области или в области ножки дуги, возникающее вследствие задержки развития заднего отдела позвоночника.
  - (M43.1) Spondylolisthesis / Спондилолистез — это смещение или соскальзывание позвонкa относительно нижележащего
  - (M43.2) Other fusion of spine
  - (M43.6) Torticollis / Тортиколлис — заболевание, вызванное изменением мягких тканей, скелета и нервов шеи, выраженное наклонным положением головы с поворотом её в противоположную сторону.

(M50-M54) Other dorsopathies — Другие дорсопатии
- (M50) Cervical disc disorders
- (M51) Other intervertebral disc disorders
  - (M51.0) Lumbar and other intervertebral disc disorders with myelopathy — Поражение межпозвоночного диска шейного отдела с миелопатией
  - (M51.1) Lumbar and other intervertebral disc disorders with radiculopathy — Поражение межпозвоночных дисков поясничного и других отделов с радикулопатией
  - (M51.2) Other specified intervertebral disc displacement / Межпозвонковая грыжа (грыжа межпозвоночного диска) — это выпячивание (экструзия) ядра межпозвоночного диска в позвоночный канал в результате нарушения целостности фиброзного кольца.
  - (M51.3) Other specified intervertebral disc degeneration / Дегенеративно-дистрофическое заболевание диска (ДДЗД) описывает дисфункцию межпозвоночного диска человека
  - (M51.4) Schmorl's nodes / Грыжа Шморля (хрящевой узелок Шморля, узелок Шморля) — рентгенологический термин, впервые был описан немецким учёным и медиком Георгом Шморлем в 1927 году.
  - (M51.8) Other specified intervertebral disc disorders
  - (M51.9) Intervertebral disc disorder, unspecified
- (M53) Other en:dorsopathies, not elsewhere classified
  - (M53.0) Cervicocranial syndrome
  - (M53.1) Cervicobrachial syndrome — Шейно — плечевой синдром
  - (M53.2) Spinal instabilities
  - (M53.3) Sacrococcygeal disorders, not elsewhere classified
    - Coccygodynia / Кокцигодиния (от греч. «кокцикс» — «копчик» и «одине» — «боль») — заболевание, проявляющееся в боли в копчике.

  - (M53.8) Other specified dorsopathies
  - (M53.9) Dorsopathy, unspecified
- (M54) Dorsalgia
  - (M54.0) Panniculitis affecting regions of neck and back
  - (M54.1) Radiculopathy — Радикулопатия — довольно частый невралгический синдром, включающий в себя комплекс симптомов и возникающий в результате сдавливания (компрессии) спинномозговых корешков (корешков спинномозговых нервов).
  - (M54.2) Cervicalgia — Цервикалгия
  - (M54.3) Sciatica — Ишиас
  - (M54.4) Lumbago with sciatica — Люмбаго с ишиасом — острая боль (прострел) в нижней части спины (пояснице) независимо от причин её возникновения и характера проявления.
  - (M54.5) Low back pain
  - (M54.6) Pain in thoracic spine
  - (M54.8) Other dorsalgia
  - (M54.9) Dorsalgia, unspecified — Дорсалгия неуточнённая

## Причины развития дорсопатий
Наиболее важными факторами, связанными с двигательной активностью современного человека и способствующими развитию дорсопатий являются: Использование современных орудий производства и высокая автоматизация труда в различных отраслях народного хозяйства способствующие минимизации физического труда и снижению естественной нагрузки на опорно-двигательный аппарат человека; Широкое применение для передвижения мехатронных транспортных средств, исключающих активные мышечные сокращения (автомобиль, общественный транспорт, гироскутер и др.); Наличие дистанционных средств связи, позволяющих минимизировать необходимость передвижений человека в пространстве (телефон, сотовая связь, компьютер, интернет, дистанционные пульты управления и др.); Избыточная масса тела и ожирение, оказывающие прямое гравитационное действие на позвоночный столб; Необходимость выполнения часто повторяющихся (рутинных) движений и нахождение в длительно фиксированных рабочих позах (статические нагрузки), а также воздействие различных производственных и вредных бытовых факторов (вибрация, звуковые колебания, электромагнитные излучения, курение и др.) ; Продолжительный период обучения различным видам деятельности, сопровождающейся длительным нахождением в сидячем положении (особенно в период роста костей, в детском и юношеском возрасте), могут вести к изменениям мышечного тонуса, нарушениям формирования осанки и изменениям физиологических изгибов позвоночника (сколиоз, лордоз, кифоз, кифосколиоз, плоская спина и др.); Высокое психоэмоциональное напряжение в сочетании с индивидуальными психофизиологическими особенностями, ведущие к повышению уровня личной ответственности (особенно у представителей таких профессий, как учителя, руководители, финансовые работники, диспетчера, операторы, сотрудники силовых структур, медицинские работники и др.), а также ввиду острого или хронического стрессового воздействия на организм человека способствуют развитию мышечно-тонических нарушений и изменений двигательного стереотипа; Ненормированные физические нагрузки в сочетании со специфическим воздействием факторов производственной среды (повышенные и пониженные температуры, вынужденное положение, высокая вероятность травматизма и др.) у спортсменов и представителей отдельных профессий (рабочие, грузчики, строители, шахтеры, механизаторы, сталевары, военнослужащие и др.) также могут вести к мышечному перенапряжению, изменениям проприоцепции, нарушениям двигательного стереотипа, развитию остеохондроза и других дорсопатий.

## Диагностика дорсопатий
Для диагностики дорсопатий используются такие методы как: опрос жалоб; сбор анамнеза; общий клинический осмотр; мануальное мышечное тестирование; функциональные методы исследования в виде определения объема движений (гониометрии) различных отделов позвоночника, оценки мышечной силы и устойчивости при его движениях (сгибание, разгибание, наклоны и повороты в стороны), а также выполнения стабилографии, позволяющей глобально оценить динамику изменений смещения проекции центра масс тела на поверхность опоры; неврологическое обследование; рентгенография позвоночника; магнитно-резонансная томография (МРТ); компьютерная томография; электронейромиография; лабораторные клинические, биохимические, иммунологические и другие исследования.

### МРТ-исследования
При оценке результатов МРТ важными критериями являются оценка дегенеративных изменений позвонков, межпозвонковых дисков (МПД) и межпозвонковых суставов. Также с помощью МРТ оценивается пространственное положение МПД по отношению к телам позвонков, которое может быть следующим: нормальное положение, пролапс и грыжа МПД (М50 — М54).
Пролапс межпозвонкового диска характеризуется тем, что фиброзное кольцо, расположенное по периферии диска, истончается, в нем могут образовываться микроповреждения и трещины, к которым смещается студенистое ядро и образуется выбухание (собственно пролапс) с сохранением целостности фиброзного кольца.
Грыжей межпозвонкового диска принято считать смещение диска за пределы границы межпозвонкового пространства. Хотя это определение формально включает в себя грыжу Шморля (продавление хрящевой ткани замыкательных пластин в губчатую кость позвонка), этот термин чаще применим к грыжам со смещением содержимого грыжи диска в позвоночный канал. Такие грыжи характеризуются полным или частичным разрывом фиброзного кольца. В зависимости от фокуса распределения (по отношению к поперечному срезу позвоночника) грыжи бывают фокальными (фокус выхода грыжи составляет менее 90º, или 25 % окружности диска), грыжи на широком основании (90º-180º, 25 %-50 % окружности диска) и циркулярные выпячивания (фокус составляет более 180º или больше полуокружности диска).
По отношению к телу позвонка пролапсы и грыжи могут быть передними (выбухание кпереди), латеральными (боковые выбухания слева или справа) и задними (выбухания назад, в сторону спинномозгового канала). Задние фокальные грыжи, клинически наиболее значимы. По отношению к спинно-мозговому каналу они могут быть: медиальными (выбухают по центральной линии); парамедиальными (выбухают с незначительным отклонением в сторону от центральной линии), задне-боковыми (выбухают назад со значительной латеризацией) и форминальные (выбухают задне-латерально в область межпозвонкового отверстия). По степени выбухания задние фокальные грыжи могут быть разделены на протрузии, экструзии и секвестрирование диска.
Помимо грыжевых выпячиваний при МРТ могут быть выявлены и другие причины компрессии нервных корешков, сопровождающиеся болевыми и рефлекторными синдромами в области позвоночника, к ним относятся: Стеноз межпозвонковых отверстий и боковых карманов, которые в свою очередь могут быть связаны с артрозом межпозвонковых суставов, спондилолистезом, а также рассмотренными выше экструзиями дисков мигрирующими в сторону этих отверстий. Стеноза позвоночного канала, который может быть: первичным (анатомически, врожденный узкий позвоночный канал); обусловленным двусторонним артрозом межпозвонковых суставов в сочетании с выбуханием МПД и гипертрофией желтых связок; спондилолистезом, а также другими причинами (травмы, эпидуральный абсцесс, опухолевое или метастатическое поражения и др.)
Для восприятия целостной картины патофизиологических процессов, происходящих в замыкательных пластинках тел позвонков, вплотную прилежащих к межпозвонковым дискам, также важным является классификация МРТ изменений костного мозга тел позвонков по Modic.

## Лечение дорсопатий
Включает: медикаментозное лечение, в том числе обезболивающие и противовоспалительные препараты, лекарственные средства улучшающие трофику тканей и микроциркуляцию, нормализующие мышечный тонус и способствующие восстановлению нейромышечной активности, а также витамины и общеукрепляющие средства; физиотерапию, в том числе электроимпульсное лечение (электрофорез, диодинамические токи, электомиостимуляцию), магнитотерапия, лазеротерапия, ультразвуковая терапия; бальнеотерапию (лечебные ванны, обертывания, подводное вытяжение позвоночника, гидротерапия) и грязелечение; рефлексотерапию; мануальную терапию и массаж; остеопатические методы лечения; ЛФК и физическую реабилитацию; рациональную психотерапию; лечебное питание и использование природных питьевых минеральных вод. В некоторых случаях, строго по медицинским показаниям, могут быть использованы оперативные методы лечения дорсопатий (лазерная выпаризация грыжи межпозвонкового диска, открытая или видео-эндоскопическая дискэктомия, установка межпозвонковых кейджей, спондилодез, металлоостеосинтез, вертебропластика и др.). После выполнения таких операций проводится специализированная медицинская реабилитация.

## Профилактика дорсопатий
Во многом зависит от предупреждения факторов, способствующих развитию дорсопатий. Важными составляющими профилактических мероприятий является: сохранение оптимальной двигательной активности, регулярные физические упражнения, плавание, закаливание, нормализация веса тела, отказ от вредных привычек (в том числе курения) и соблюдение правил здорового образа жизни.